# Pleuradruck
Als Pleuradruck (pPleu, auch intrapleuraler Druck, intrathorakaler Druck) bezeichnet man den Differenzdruck zwischen dem im Pleuraspalt herrschenden Druck und dem Außendruck (atmosphärischer Druck bzw. Luftdruck). Er ist abhängig von der elastischen Spannung der Lunge und von der Ausdehnung des Brustkorbraumes und entspricht, falls der eigentlich hinzuzuzählende Druck auf die Körperoberfläche mit 0 angenommen wird, dem transthorakalen Druck.
Bei normaler Atmung ist der Pleuradruck stets subatmosphärisch und nimmt Werte zwischen −0.8 kPa (endinspiratorisch) und −0.5 kPa (endexspiratorisch) an. Bei forcierter Exspiration, also dem „Auspressen“ unter Zuhilfenahme der exspiratorischen Hilfsmuskulatur, kann der Pleuradruck, anders als landläufig angenommen, sogar positive Werte annehmen. Der Grund dafür ist, dass bei forcierter Expiration nach maximaler Inspiration der Thorax selbst Rückstellkräfte entwickelt, und diese in Summe mit der Muskelkraft der Atemhilfsmuskulatur größer ist, als die Rückstellkraft der Lunge.
Eine direkte Messung des Pleuradrucks kann über eine Pleurapunktion erfolgen, ist jedoch risikobehaftet und meist unpraktikabel (siehe auch Pneumothorax). Im medizinischen Gebrauch wird daher vorzugsweise der sog. „tiefe Ösophagusdruck“ am kaudalen Ende der Speiseröhre gemessen, da an diesem Ort vergleichbare Druckverhältnisse vorliegen. Hierzu muss der Patient einen dünnen Katheter schlucken, an dessen Ende sich ein Drucksensor befindet, der vom Arzt nahe dem Mageneingang platziert wird. Um möglichst genaue Ergebnisse zu erhalten, sollte die Messung bei aufrechtem Thorax durchgeführt werden.